# Amatlán de Cañas (kommun)
Amatlán de Cañas är en kommun i Mexiko.   Den ligger i delstaten Nayarit, i den centrala delen av landet, 600 km väster om huvudstaden Mexico City.
Följande samhällen finns i Amatlán de Cañas:
- Amatlán de Cañas
- Barranca del Oro
- Cerritos
- El Pilón